# Sant'Anselmo all'Aventino (titre cardinalice)
La diaconie cardinalice de Sant'Anselmo all'Aventino (Saint Anselme de l'Aventin) est érigée par Jean-Paul II le 25 mai 1985. Elle est rattachée à l'Église de Sant'Anselmo all'Aventino, sur l'Aventin, dans le rione Ripa, à côté de l'Athénée pontifical Saint-Anselme.

## Titulaires
- Paul Augustin Mayer, O.S.B. (1985-1996); titre pro illa vice (1996-2010)
- Fortunato Baldelli (2010-2012)
- Lorenzo Baldisseri (2014-2024) ; titre pro illa vice (depuis 2024)